# شنلیک (کلبجر)
شنلیک (ترکی آذربایجانی: Şənlik) یک منطقهٔ مسکونی در جمهوری آرتساخ است که در استان شاهومیان واقع شده‌است.